# Тор Джонсон (рестлер)
То́ре Йо́ханссон (Tore Johansson; 19 октября 1903 года, лен Кальмар, Швеция — 12 мая 1971 года, Сан-Фернандо, Калифорния, США) — актёр и рестлер (под прозвищем The Super Swedish Angel), более известный под сценическим именем Тор Джо́нсон (Tor Johnson).

## Биография
Родился 19 октября 1903 года в Швеции. Отец — Карл Йоханссон, мать — Луиза Петерсон.
Джонсон весил 181 килограмм. Он был блондином с густыми волосами, но обрил голову, чтобы поддерживать внушительный и злодейский вид. Он начал получать эпизодические роли в фильмах после переезда в Калифорнию в 1934 году, а закончилась кинокарьера в начале 1960-х годов. Тем не менее, он продолжал появляться на телевидении и снялся в ряде рекламных роликов.
Снялся в таких фильмах как «План 9 из открытого космоса», «Невеста монстра», «Чудовище из долины Юкка» и в других.
Скончался от сердечной недостаточности в больнице Сан-Фернандо-Вэлли в Сан-Фернандо (Калифорния). Был похоронен в мемориальном парке Вечная Долина в Невалле (Калифорния).